# لويس غونسالفيس
لويس غونسالفيس (بالبرتغالية: Luís Gonçalves‏) هو منافس ألعاب قوى برتغالي، ولد في 12 أكتوبر 1987 في بورتاليغري في البرتغال.